# Pete Fairbanks
Peter Anderson Fairbanks (Milwaukee, Wisconsin, 16 de diciembre de 1993), más conocido como Pete Fairbanks, es un jugador profesional estadounidense de béisbol que se desempeña en la posición de lanzador en Tampa Bay Rays, equipo de las Grandes Ligas de Béisbol (MLB).

## Carrera
Fairbanks hizo su debut en la MLB con el equipo Texas Rangers, en el cual jugó una temporada (2019), después pasó a Tampa Bay Rays, donde lleva jugando seis temporadas.